# Platycheirus monticola
Platycheirus monticola är en tvåvingeart som först beskrevs av Jones 1917.  Platycheirus monticola ingår i släktet fotblomflugor, och familjen blomflugor.
Artens utbredningsområde är Colorado. Inga underarter finns listade i Catalogue of Life.